# Trepalle
Trepalle je vesnice v italských Alpách, část obce Livigno v Lombardii. Je považována za vesnici ležící v nejvyšší nadmořské výšce v Evropě (2 069 m n. m. u farního kostela, přičemž vesnice se táhne až k průsmyku Passo d'Eira ve výšce 2 209 m n. m.)
O nejvyšší vesnici je však veden spor, jelikož některé zdroje tvrdí, že nejvýše položenou obcí s trvalým obyvatelstvem v Evropě je vesnice Juf ve Švýcarsku (2 126 m n. m.) nebo Ušguli ležící mezi 2100 a 2200 m n. m. v kavkazských horách.

## Poloha
Trepalle se nachází nad Livignem mezi průsmyky Foscagno a Eira. Severní část obce u průsmyku Eira je jednou z hlavních lyžařských oblastí Livigna. Jako součást obce Livigno je také bezcelní oblastí.
Název této obce znamená v italštině „tři koule“, chybně přeloženo z Trevalle, což znamená „tři údolí“. Ve skutečnosti je Trepalle dosažitelné ze tří různých údolí: Val Trela, Val di Foscagno a Vallaccia.